# Mohamed El-Messouti
Mohamed El-Messouti (arab. محمد المسعوتي; ur. 15 października 1963) – syryjski zapaśnik walczący w stylu wolnym. Olimpijczyk z Seulu 1988, gdzie odpadł w eliminacjach w kategorii 48 kg.
Triumfator igrzysk śródziemnomorskich w 1987 i trzeci w 1991. Mistrz i wicemistrz igrzysk panarabskich w 1985 i zwycięzca z 1992 roku.

## Turniej wSeulu 1988
| Konkurencja         | Walki        | Walki                   | Walki             | Walki                     | Klas. końcowa         |
| Konkurencja         | Przeciwnik I | Przeciwnik II           | Przeciwnik III    | Przeciwnik IV             | Miejsce               |
| ------------------- | ------------ | ----------------------- | ----------------- | ------------------------- | --------------------- |
| styl wolny do 48 kg | walkower W   | Alfredo Marcuño (ESP) W | Tim Vanni (USA) L | Takashi Kobayashi (JPN) L | odpadł w eliminacjach |